# Baron Amulree
Baron Amulree, of Strathbraan in the County of Perth, war ein erblicher britischer Adelstitel in der Peerage of the United Kingdom.

## Verleihung und Erlöschen des Titels
Der Titel wurde am 22. Juli 1929 dem Juristen und Labour-Politiker Sir William Mackenzie verliehen. Als sein Sohn, der 2. Baron, am 15. Dezember 1983 unverheiratet und kinderlos starb, erlosch der Titel.

## Liste der Barone Amulree (1929)
- William Mackenzie, 1. Baron Amulree (1860–1942)
- Basil Mackenzie, 2. Baron Amulree (1900–1983)